# Baizieux
Baizieux – miejscowość i gmina we Francji, w regionie Hauts-de-France, w departamencie Somma.
Według danych na rok 2011 gminę zamieszkiwały 204 osoby, a gęstość zaludnienia wynosiła 40 osób/km² (wśród 2293 gmin Pikardii Baizieux plasuje się na 814. miejscu pod względem liczby ludności, natomiast pod względem powierzchni na miejscu 866.).